# Elektriciteitscentrale Heyden
Elektriciteitcentrale Heyden is een elektriciteitscentrale in Petershagen stadsdeel Lahde, naast het Schleusenkanaal Lahde.
De naam is ter ere van de stichter, ingenieur Wilhelm Heyden (1877-1952). In 1953 werd Kraftwerk Lahde hernoemd naar Kraftwerk Heyden. 
Tijdens de bouw in de Tweede Wereldoorlog werkten er dwangarbeiders uit het kamp Lahde, er is een gedenksteen bij de krachtcentrale die eraan herinnert.
De steenkolen komen van overzee uit het buitenland, via het spoor of vaarweg. De schoorsteen is 225 meter hoog.
Tussen januari en februari 2021 moest de centrale zes keer opnieuw worden opgestart, ook al was deze officieel stilgelegd vanwege de Energiewende.  Begin april werd de fabriek geherclassificeerd van stilgelegd naar "draaiend vermogen".
| blok | brandstof | vermogen | ingebruikname | stillegging | status     |
| ---- | --------- | -------- | ------------- | ----------- | ---------- |
| 1    | steenkool | 120 MW   | 1951          | 1979        | afgebroken |
| 2    | steenkool | 100 MW   | 1960          | 1982        | afgebroken |
| 3    | steenkool | 100 MW   | 1961          | 1982        | afgebroken |
| 4    | steenkool | 875 MW   | 1987          |             | actief     |